# Ełk (osada)
Ełk (dawniej Ełk POHZ) – osada w Polsce położona w województwie warmińsko-mazurskim, w powiecie ełckim, w gminie Ełk.
W latach 1954–1971 w granicach Ełku.
W latach 1975–1998 miejscowość administracyjnie należała do województwa suwalskiego.
W miejscowości działało Państwowe Gospodarstwo Rolne – Państwowy Ośrodek Hodowli Zarodowej Ełk. Od 1993 jako Ośrodek Hodowli Zarodowej Skarbu Państwa Ełk.